# Crateús
Crateús est une ville brésilienne de l'État du Ceará. Sa population était estimée à 73 578 habitants en 2014. La municipalité s'étend sur 2 985 km2.

## Maires
| Période | Période | Identité      | Étiquette | Qualité |
| ------- | ------- | ------------- | --------- | ------- |
| 2009    | 2012    | Carlos Felipe | PCdoB     |         |